# Константин Бутейко
Константин Павлович Бутейко (на украински: Костянтин Павлович Бутейко) е съветски учен, физиолог, автор на научни трудове и изобретения в областта на медицината.

## Биография
Бутейко е роден на 27 януари 1923 г. в село Иваница, Черниговска област, Украйна. Още като малък, докато прекарва време с баба си, тя го запознава с лечебните свойства на билките. След като завършва средното си образование, попада в Киевския политехнически институт. С началото на Втората световна война той е назначен като механик в конвой на Народния комисариат по здравеопазването и носи лекарства на войниците. Там помага на хиляди ранени, което допълнително го подтиква да изучава човешкото тяло.
След края на войната откарва немски превозни средства от Германия до Москва и остава там. От 1946 г. до 1952 г. учи в Първи московски държавен медицински университет, като завършва с отличие. Малко по-късно е диагностициран със злокачествена хипертония и по приблизителни оценки му остават 1 – 2 години живот. Бутейко се чувства безсилен пред болестта, тъй като дори съвременното за периода лечение не му дава надежда. На 7 октомври 1952 г. обаче, докато е дежурен в клиниката, той погрешно диагностицира пациент с астма, без да предполага, че той има същото заболяване като самия Бутейко – злокачествена хипертония. Тогава прави заключението, че дълбокото дишане, типично и за двете заболявания, може всъщност да е причината за тях.
Това дава тласък на учения да разработи специална техника за дишане, която да помага на пациенти, страдащи от астма, пневмосклероза, пневмония, ангина пекторис и други проблеми.
Откритието му оспорва конвенционалното мислене, като предизвиква допълнителни изследвания в областта. Редица проучвания показват, че методът облекчава симптомите при астматиците и им помага да ограничат значително приема си на лекарства.
Константин Бутейко умира на 2 май 2003 г. в Москва.